# Monacon longispina
Monacon longispina är en stekelart som beskrevs av Boucek 1980. Monacon longispina ingår i släktet Monacon och familjen gropglanssteklar. Inga underarter finns listade i Catalogue of Life.